# Rainer Nägele
Rainer Nägele (* 2. August 1943 in Triesen, Liechtenstein; † 12. Mai 2022 in Bern) war ein liechtensteinisch-US-amerikanischer Literaturwissenschaftler.

## Leben
Nägele studierte an den Universitäten Innsbruck, Göttingen und Santa Barbara Germanistik. Von 1979 bis 2005 war er Professor für Germanistik an der Johns Hopkins University in Baltimore sowie ab 2006 Professor für deutsche und vergleichende Literaturwissenschaft an der Yale University. Nägele wohnte und arbeitete in Paris und New Haven.
Seine Forschungsschwerpunkte waren Literaturtheorie, Ästhetik, Philosophie und Psychoanalyse. Besonderes Interesse hatte er an den Autoren Friedrich Hölderlin, Johann Wolfgang von Goethe, Charles Baudelaire, Walter Benjamin, Franz Kafka und Sigmund Freud.
Sein Nachlass wird im Literaturarchiv der Liechtensteinischen Landesbibliothek aufbewahrt.

## Werke (Auswahl)
- Literatur und Utopie: Versuche zu Hölderlin. Stiehm, Heidelberg 1978, ISBN 978-3-7988-0610-8 (Überarbeitung von Formen der Utopie bei Friedrich Hölderlin, Dissertation an der University of Santa Barbara, 1971).
- Text, Geschichte und Subjektivität in Hölderlins Dichtung: «Uneßbarer Schrift gleich» (= Studien zur allgemeinen und vergleichenden Literaturwissenschaft. Band 27). Metzler, Stuttgart 1985, ISBN 978-3-476-00572-4.
- (Hrsg.): Benjamin’s ground: new readings of Walter Benjamin (= The culture of Jewish modernity). Wayne State Univ. Press, Detroit 1988, ISBN 0-8143-2040-6 (englisch).
- Theater, theory, speculation: Walter Benjamin and the scenes of modernity. Johns Hopkins Univ. Press, Baltimore/London 1991, ISBN 0-8018-4123-2 (englisch).
- Echoes of Translation: Reading Between Texts. Johns Hopkins University Press, Baltimore/London 1997, ISBN 978-0801855450 (englisch).
- Lesarten der Moderne: Essays. Ed. Isele, Eggingen 1998, ISBN 978-3-86142-114-6.
- Literarische Vexierbilder: drei Versuche zu einer Figur. Essays. Ed. Isele, Eggingen 2001, ISBN 978-3-86142-224-2.
- Echos: Über-setzen: Lesen zwischen Texten. Engeler, Basel/Weil am Rhein 2002, ISBN 978-3-905591-49-1 (englisch: Echoes of translation.).
- Fort-da: Topobiographien (= Essay & Poesie. Band 20). Studien-Verl., Bozen 2005, ISBN 978-3-7065-4208-1.
- Darstellbarkeit: das Erscheinen des Verschwindens. Engeler, Basel/Weil am Rhein 2008, ISBN 978-3-938767-45-0.
- Der andere Schauplatz: Büchner, Brecht, Artaud, Heiner Müller (= Nexus. Band 97). Stroemfeld, Frankfurt a. M./Basel 2013, ISBN 978-3-86109-197-4.